# Dhünnenburg

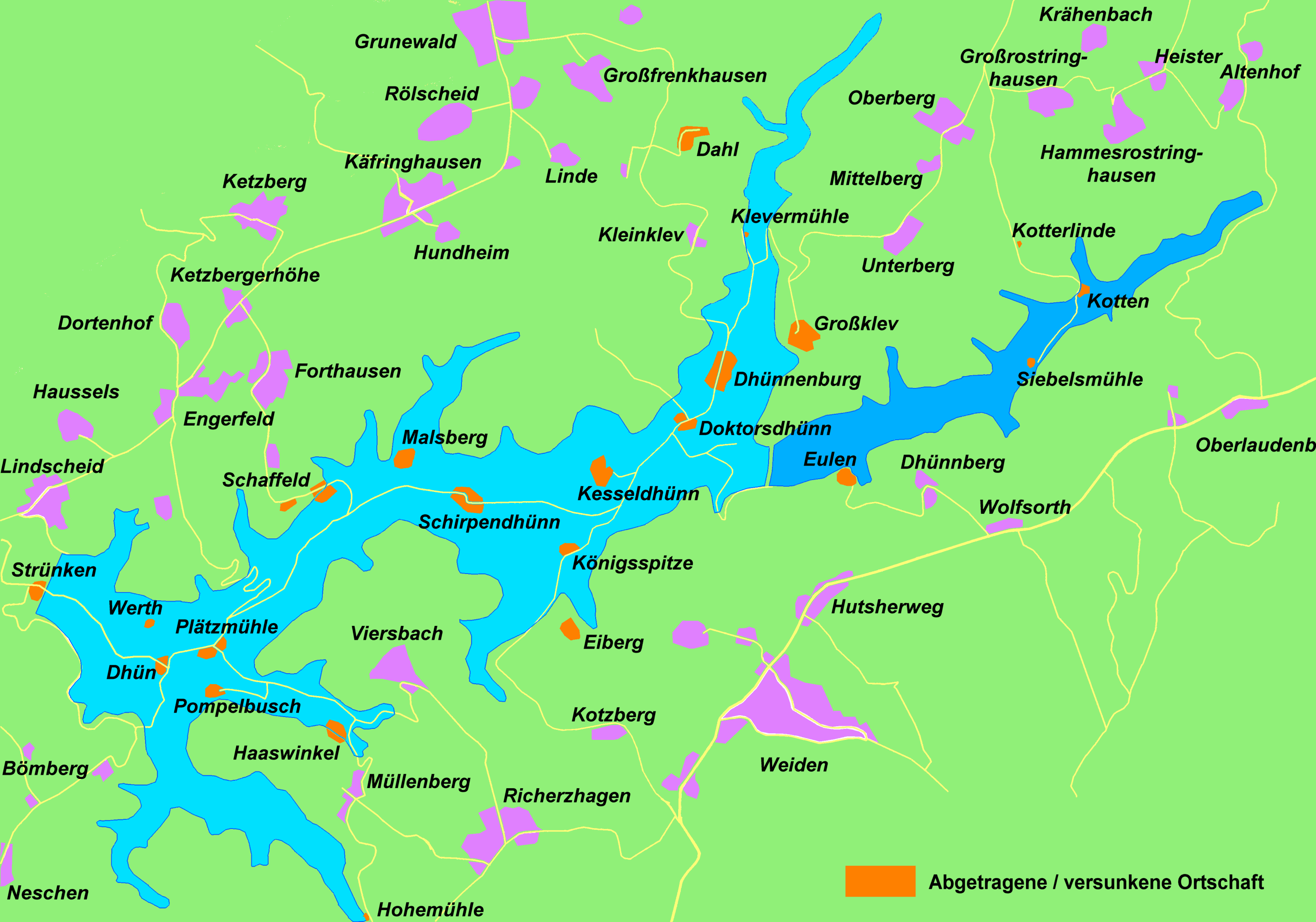
Karte der Großen Dhünntalsperre mit Lage von Dhünnenburg

Dhünnenburg war ein Wohnplatz in Wermelskirchen-Dabringhausen und ist untergegangen in der Großen Dhünntalsperre. Er bestand zuletzt nur aus zwei bis drei Häusern mit einer Gastronomie. Das Gastronomie-Gebäude war das Ökonomie-Gebäude des adeligen Rittersitzes. Das eigentliche Burggelände wurde in den 1970er Jahren archäologisch untersucht.

## Geschichte

Karte der Dhünnenburg um 1828

Die Dhünnenburg war ein Rittersitz und soll schon vor dem Jahr 1300 existiert haben. Im Jahr 1469 wurde eine zweite Burganlage errichtet, die um 1800 nur noch eine Ruine war und auf Abbruch verkauft wurde.
Über viele Jahrhunderte war der Rittersitz mit Burghaus und großem Grundbesitz für viele adelige Familien Lebensgrundlage und zum Teil auch von ihnen bewohnt. Hauptsächlich werden aber Pächter auf dem großen Gutshof gewirtschaftet haben.
Als Eigentümer werden unter anderem genannt 1568 Reineken von Slender, 1594 Johann von Gürtzgen, 1666 Wilhelm von Berg gen. Gülich.